# Tisza Etelka
Boros-jenői Tisza Etelka (1858. november 28. – ?, 1931.) műfordító, írónő. 

## Élete
Zeykfalvi Zeyk Károly volt országgyűlési képviselő neje. Esküvője Mezőnagycsánon volt 1893. május 27-én.
Cikkei megjelentek a Pesti Hírlapban (Életet életért, Mindörökkön örökké).

## Munkái
- Leila a szigeten. Tytler Anna Frater után angolból ford. Képekkel. Budapest, 1891.
- Leila otthon. Tytler után angolból. Budapest, 1891. Képek.
- Leila Angliában. Tytler után angolból. Budapest, 1891. képekkel.
- Hires gyermekek. Külföldi művekből fordítva. Budapest, 1891. (Ism. Vasárnapi Ujság 52. sz.).
- Szünórák. Angol elbeszélések az ifjúság számára. Budapest, 1891.
- Nagy és dicső emberek történetei. Angol források után. Budapest, 1892.
- Valószínű elbeszélések. Budapest, 1891.